# Наратъяха
Наратъяха (устар. Нарат-Яха) — река в России, протекает по территории Пуровского района Ямало-Ненецком автономном округе. Устье реки находится в 6 км по левому берегу протоки без названия, впадающей слева в Ямсовей в 25 км от устья. Длина реки — 28 км.

## Данные водного реестра
По данным государственного водного реестра России относится к Нижнеобскому бассейновому округу, водохозяйственный участок реки — Пур. Речной бассейн реки — Пур.
Код объекта в государственном водном реестре — 15040000112115300060152.